# Cadena del ancla

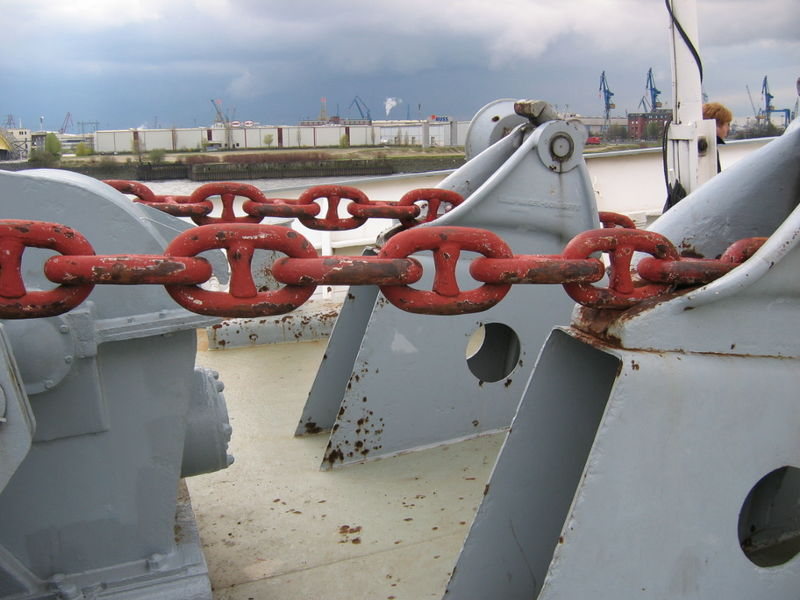
Eslabones con contrete.

La cadena del ancla es de hierro forjado con eslabones reforzados transversalmente con una unión denominada contrete. Las cadenas se constituyen con una sucesión de eslabones comunes unidos cada 25 m (15 brazas) con un eslabón especial desarmable de vinculación. Cada tramo de 27,5 m se denomina grillete, y esa es la unidad náutica de medida de la cadena.
Cuando se dice que se han fondeado 4 paños, se refiere a que hay unos 100 m aproximadamente de cadena en el agua.
Cada grillete de unión se pinta de un color llamativo, y a continuación con pintura clara se marca un eslabón a cada lado, para el primer tramo a partir del ancla, dos para el segundo tramo, tres para el tercero y así sucesivamente, con el fin de facilitar la cuenta de cadena fondeada durante la maniobra.
La longitud de cadena de un mercante promedio es de 10 paños (275 m) cada una (babor y estribor).
A título ilustrativo, un eslabón común o malla tiene: longitud 6 veces y ancho 3,5 veces el diámetro.
La cadena fondeada adquiere la forma curva de catenaria, con su tramo más cercano al ancla apoyada en el fondo, logrando que la fuerza transmitida al ancla sea perfectamente horizontal con efecto de máximo agarre al fondo.

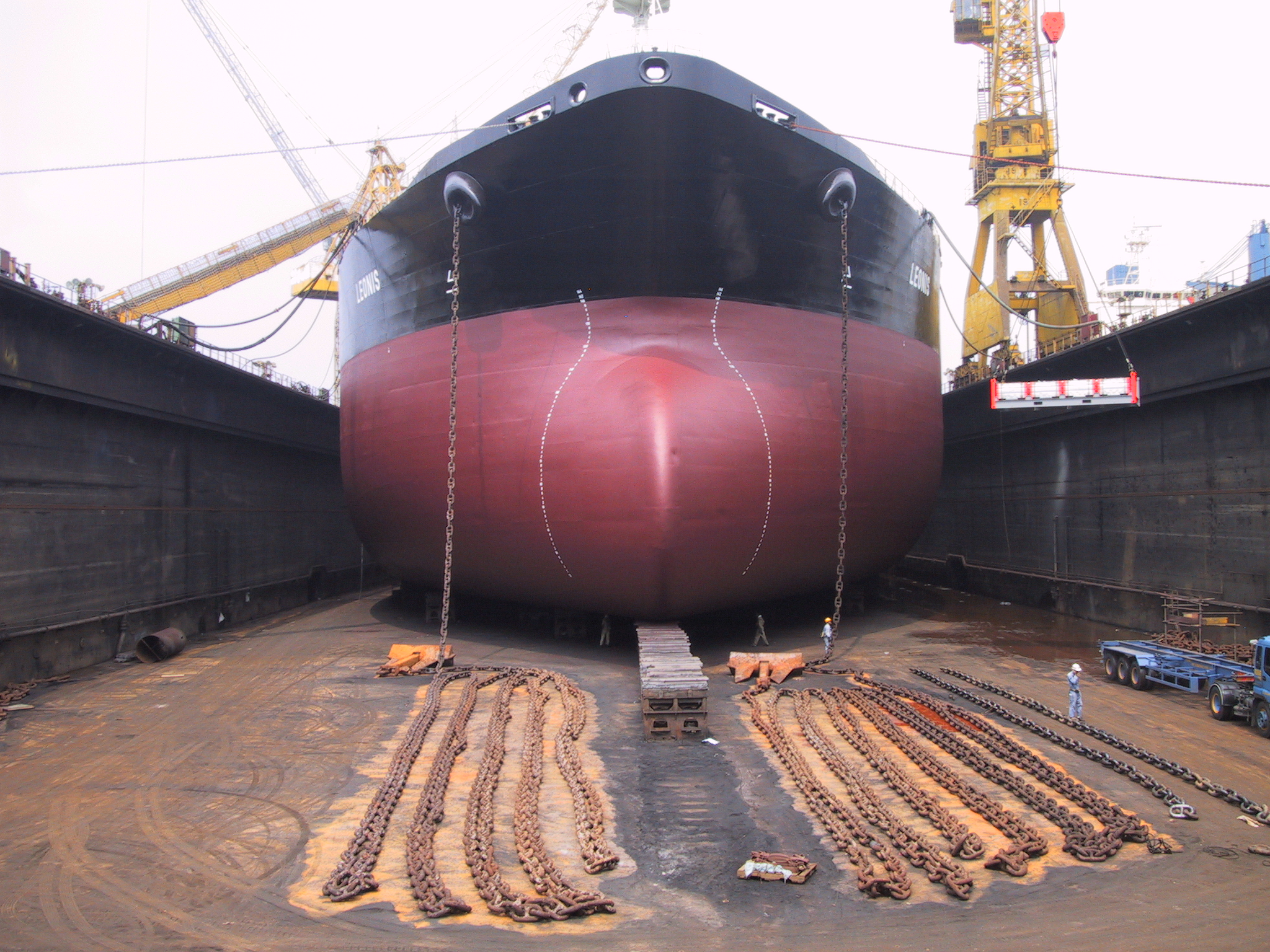
Cadenas desplegadas sobre la platea del dique seco.

Todas las cadenas de anclas tienen en el extremo un grillete giratorio para evitar que la misma tome vueltas con los reiterados borneos del buque sobre el punto de fondeo.
Todos los elementos de las cadenas de anclas son certificados por las sociedades de clasificación.
Es práctica habitual chicotear las cadenas (invertir los extremos) cada 4 años, a fin de garantizar un desgaste parejo, es decir, que el extremo de la caja de cadenas pase al ancla y viceversa.